# تمرک (مینه‌سوتا)
تمرک، مینه‌سوتا (به انگلیسی: Tamarack, Minnesota) یک شهر در ایالات متحده آمریکا است که در شهرستان ایتکین، مینه‌سوتا واقع شده‌است.

## خصوصیات
تمرک ۹٫۲۷ کیلومترمربع مساحت و ۹۴ نفر جمعیت دارد و ۳۸۶ متر بالاتر از سطح دریا واقع شده‌است.